# Albert II. (Belgien)

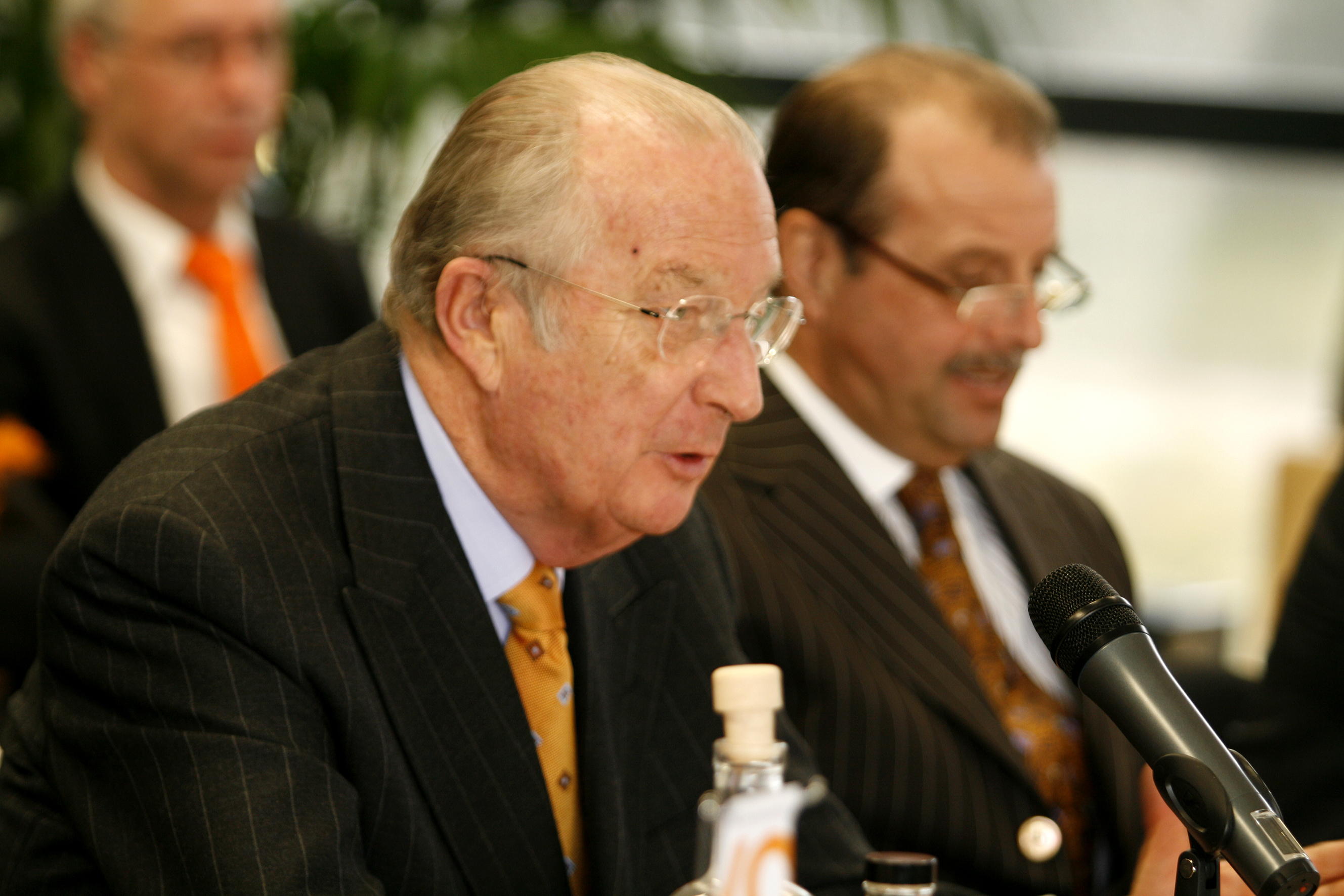
Albert II. (2010)

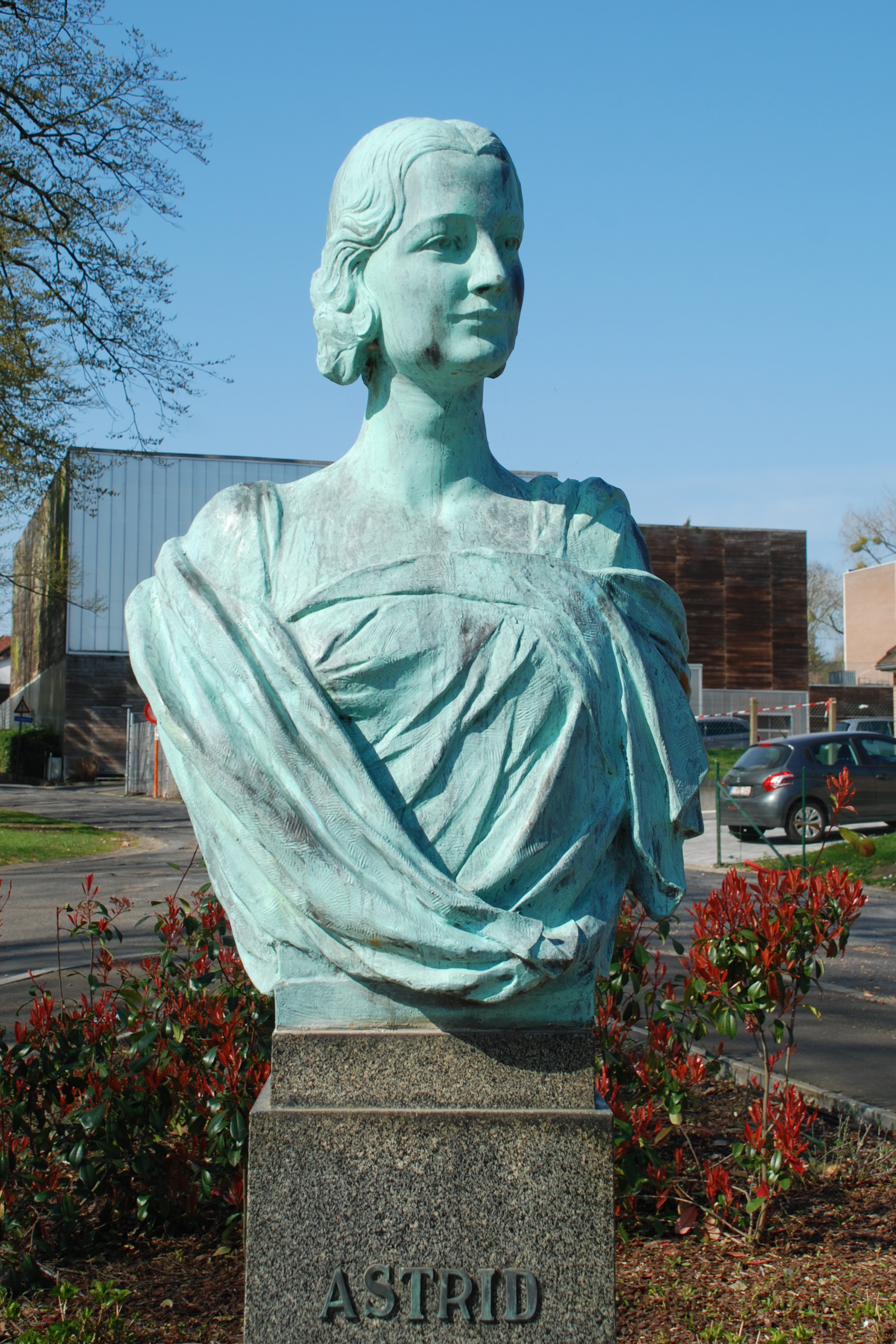
Königin Astrid, Mutter von Albert II. (Büste in Court-Saint-Étienne).

Albert II. – gebürtig Prinz Albert Felix Humbert Theodor Christian Eugen Maria von Sachsen-Coburg – (* 6. Juni 1934 auf Schloss Stuyvenberg, Laeken/Laken) war der sechste König der Belgier aus dem Haus Sachsen-Coburg und Gotha. Er folgte 1993 seinem älteren, kinderlosen Bruder Baudouin auf den Thron.
Nach der Ankündigung seiner Abdankung am 3. Juli 2013 vollzog er diesen Schritt am 21. Juli 2013, dem belgischen Nationalfeiertag, zugunsten seines Sohnes Kronprinz Philippe.

## Leben
Albert, Fürst von Lüttich, wurde im Schloss Stuyvenberg in Brüssel geboren. Er ist der jüngere Sohn von König Leopold III. und dessen erster Frau Prinzessin Astrid von Schweden. Seine Mutter verlor er bereits mit einem Jahr, als diese am 29. August 1935 bei einem Autounfall ums Leben kam. Seine Geschwister sind Joséphine Charlotte (1927–2005) und Baudouin (1930–1993). Ferner hat er aus der zweiten Ehe seines Vaters noch einen Halbbruder Alexander (1942–2009) und zwei Halbschwestern Marie-Christine (* 1951) und Marie-Esmeralda (* 1956).
Zu Beginn des Zweiten Weltkriegs floh der Prinz mit seinen Geschwistern zunächst nach Frankreich, später nach Spanien. Allerdings kehrten sie noch 1940 nach Belgien zurück und lebten in Laeken/Laken und in Ciergnon. 1944 wurde er mit seinem Vater, der Stiefmutter und den Geschwistern nach Deutschland und später nach Österreich deportiert. Nach ihrer Befreiung am 7. Mai 1945 lebte die Familie bis 1950 in Pregny in der Schweiz.
Der Prinz besuchte in dieser Zeit die Privatschule Institute Le Rosey.
Die Familie durfte wegen der «question royale» zunächst nicht nach Belgien zurückkehren; erst im Juli 1950 durfte sie es. Am 11. August wurde Alberts älterer Bruder Kronprinz; am 17. Juli 1951 belgischer König.
Nach Abschluss der Schule studierte Albert Botanik, Geografie und Philosophie. Seinen Militärdienst absolvierte er bei der Marine, wo er den Rang eines Admirals erreichte.

## Ehe und Nachkommen
In der Brüsseler Kathedrale St. Michael und St. Gudula heiratete Albert am 2. Juli 1959 die italienische Prinzessin Paola Ruffo di Calabria, jüngste Tochter von Fulco Ruffo di Calabria und dessen Ehefrau Gräfin Luisa Gazelli.
Aus der Verbindung gingen drei Nachkommen hervor:
- Prinz Philippe (* 15. April 1960); Herzog von Brabant, seit 2013 König der Belgier ⚭ Mathilde d’Udekem d’Acoz
- Prinzessin Astrid (* 5. Juni 1962) ⚭ Lorenz Habsburg-Lothringen
- Prinz Laurent (* 19. Oktober 1963) ⚭ Claire Louise Coombs

Außerdem hat Albert, wie erst in den letzten Jahren nachgewiesen wurde, eine außereheliche Tochter:
- Prinzessin Delphine (* 22. Februar 1968)

Im Jahr 2005 erklärte die belgische Künstlerin Delphine Boël, die Tochter aus einer Liebesbeziehung Alberts mit ihrer Mutter, der Baronin Sybille de Sélys Longchamps, zu sein. Gerüchte um ein uneheliches Kind des Königs waren bereits in einer 1999 erschienenen, nicht autorisierten Biografie über Königin Paola geäußert worden. De Sélys Longchamps bestätigte, dass Albert zwischen 1966 und 1984 eine Liebesbeziehung mit ihr unterhalten habe. Albert dementierte die Vaterschaft zunächst, räumte jedoch in seiner Weihnachtsansprache des Jahres 1999 ein, dass seine Ehe in den 1960er Jahren in eine Krise geraten sei. 2013 beantragte Delphine Boël die gerichtliche Klärung der Vaterschaft, sodass Vermutungen aufkamen, die kurz zuvor erfolgte Abdankung des Königs habe mit der Vaterschaftsfrage zu tun. Um diese juristisch zu verfolgen, musste zunächst offiziell festgestellt werden, dass der Ehemann ihrer Mutter nicht Boëls leiblicher Vater ist.
Nachdem dies durch einen freiwilligen Gentest des Ehemannes bewiesen worden war, hob das Gericht erster Instanz dessen Vaterschaft dennoch nicht auf, da zwischen ihm und Boël eine klassische Vater-Tochter-Beziehung bestanden habe. Auf Antrag Boëls hob ein Berufungsgericht die erstinstanzliche Entscheidung auf, woraufhin Albert II. als beteiligter Dritter die Aufhebung vor dem Kassationshof anfocht.
Im Rahmen dieses Verfahrens wurde Anfang November 2018 gerichtlich entschieden, dass sich Albert innerhalb von drei Monaten einem Vaterschaftstest unterziehen müsse. Im Februar 2019 gab er bekannt, dass er den Vaterschaftstest verweigere. Nachdem das zuständige Berufungsgericht in Brüssel am 16. Mai 2019 ein tägliches Zwangsgeld von 5000 Euro verhängte, das zu zahlen sei, solange sich Albert dem Vaterschaftstest verweigere, wurde dieser schließlich am 28. Mai 2019 durchgeführt. Allerdings blieben die Ergebnisse solange unter Verschluss, bis alle Einspruchsverfahren abgeschlossen waren.
Im Dezember 2019 wies der Kassationshof die Anfechtung zurück, wodurch der Weg für die eigentliche Vaterschaftsklage gegen Albert frei war. Am 27. Januar 2020, nachdem der genetische Vaterschaftstest positiv ausgefallen war, erklärte Albert über seine Anwälte, dass tatsächlich er Delphine Boëls biologischer Vater sei. Am 1. Oktober 2020 urteilte der Appellationshof in Brüssel, dass Delphine eine legitime Tochter von Albert II. ist und sie somit auch Prinzessin von Belgien ist und den Nachnamen von Belgien führt.

## Offizielle Aufgaben
Von 1962 bis 1993 war Albert Ehrenvorsitzender des Verwaltungsrates des Belgischen Außenhandelsamtes. In dieser Funktion leitete er mehr als hundert Wirtschaftsmissionen. Seine umfassenden Kenntnisse, sein stilsicheres Auftreten und die Beherrschung mehrerer Sprachen machten ihn zum erfolgreichen Wirtschaftsvertreter Belgiens. Ihm zu Ehren wurde daher 1984 der Prinz-Albert-Fonds gegründet, der die Ausbildung von Außenhandelsfachleuten finanziert. Von 1958 bis 1993 war er Präsident des Belgischen Roten Kreuzes; dieses Amt übernahm dann seine Tochter Astrid.
Albert wurde 1993 König als Nachfolger seines kinderlos gestorbenen Bruders Baudouin. Am 9. August 1993 leistete Albert seinen Eid auf die Verfassung des Königreichs Belgien. Im Gegensatz zu Baudouin gilt Albert als lebenslustig und extrovertiert.
Albert erhielt im Jahr 2009 vom belgischen Staat eine Apanage von 10,54 Millionen Euro. Für 2010 sollte diese geringfügig auf 10,3 Millionen Euro gekürzt werden; dieses Gesetzesvorhaben wurde wegen einer langanhaltenden Regierungskrise nicht umgesetzt.
Im Juli 2013 kündigte Albert II. seine Abdankung an. Nachdem Albert am belgischen Nationalfeiertag die Abdankungsurkunde unterschrieben hatte, schwor der neue König, sein Sohn Philippe, den Eid auf die Verfassung.

## Vorfahren und Nachkommen
| Ahnen- und Nachkommentafel Albert II., König der Belgier von 1993 bis 2013 | Ahnen- und Nachkommentafel Albert II., König der Belgier von 1993 bis 2013 | Ahnen- und Nachkommentafel Albert II., König der Belgier von 1993 bis 2013 | Ahnen- und Nachkommentafel Albert II., König der Belgier von 1993 bis 2013 | Ahnen- und Nachkommentafel Albert II., König der Belgier von 1993 bis 2013 | Ahnen- und Nachkommentafel Albert II., König der Belgier von 1993 bis 2013                                                  | Ahnen- und Nachkommentafel Albert II., König der Belgier von 1993 bis 2013                                                  | Ahnen- und Nachkommentafel Albert II., König der Belgier von 1993 bis 2013                                                  | Ahnen- und Nachkommentafel Albert II., König der Belgier von 1993 bis 2013                                                  |
| -------------------------------------------------------------------------- | --- | --- | --- | --- | --- | --- | --- | --- |
| Ururgroßeltern                                                             | Leopold I., König der Belgier (1790–1865) ⚭ 1832 Prinzessin Louise d’Orléans (1812–1850) | Fürst Karl Anton (Hohenzollern) (1811–1885) ⚭ 1834 Prinzessin Josephine von Baden (1813–1900)                                                                                               | Herzog Max Joseph in Bayern (1808–1888) ⚭ 1828 Prinzessin Ludovika Wilhelmine von Bayern (1808–1892) | König Michael I. (Portugal) (1802–1866) ⚭ 1851 Prinzessin Adelheid von Löwenstein-Wertheim-Rosenberg (1831–1909) | König Oskar I. (Schweden) (1799–1859) ⚭ 1823 Prinzessin Josephine de Beauharnais von Leuchtenberg (1807–1876)               | Herzog Wilhelm I. (Nassau) (1792–1839) ⚭ 1829 Prinzessin Pauline von Württemberg (1810–1856)                                | König Christian IX. (Dänemark) (1818–1906) ⚭ 1842 Prinzessin Luise Wilhelmine von Hessen (1817–1898)                        | König Karl XV. (Schweden) (1826–1872) ⚭ 1850 Prinzessin Luise von Oranien-Nassau (1828–1871)                                |
| Urgroßeltern                                                               | Prinz Philippe, Graf von Flandern (1837–1905) ⚭ 1867 Prinzessin Maria Luise von Hohenzollern-Sigmaringen (1845–1912)                                                                        | Prinz Philippe, Graf von Flandern (1837–1905) ⚭ 1867 Prinzessin Maria Luise von Hohenzollern-Sigmaringen (1845–1912)                                                                        | Herzog Carl Theodor in Bayern (1839–1909) ⚭ 1874 Prinzessin Maria Josepha von Portugal (1857–1943) | Herzog Carl Theodor in Bayern (1839–1909) ⚭ 1874 Prinzessin Maria Josepha von Portugal (1857–1943) | König Oskar II. (Schweden) (1829–1907) ⚭ 1857 Prinzessin Sophia von Nassau (1836–1913)                                      | König Oskar II. (Schweden) (1829–1907) ⚭ 1857 Prinzessin Sophia von Nassau (1836–1913)                                      | König Friedrich VIII. (Dänemark) (1843–1912) ⚭ 1869 Prinzessin Louise von Schweden (1851–1926)                              | König Friedrich VIII. (Dänemark) (1843–1912) ⚭ 1869 Prinzessin Louise von Schweden (1851–1926)                              |
| Großeltern                                                                 | Albert I., König der Belgier (1875–1934) ⚭ 1900 Elisabeth, Herzogin in Bayern (1876–1965)                                                                                                   | Albert I., König der Belgier (1875–1934) ⚭ 1900 Elisabeth, Herzogin in Bayern (1876–1965)                                                                                                   | Albert I., König der Belgier (1875–1934) ⚭ 1900 Elisabeth, Herzogin in Bayern (1876–1965) | Albert I., König der Belgier (1875–1934) ⚭ 1900 Elisabeth, Herzogin in Bayern (1876–1965) | Prinz Carl von Schweden, Herzog von Västergötland (1861–1951) ⚭ 1897 Prinzessin Ingeborg Charlotte von Dänemark (1878–1958) | Prinz Carl von Schweden, Herzog von Västergötland (1861–1951) ⚭ 1897 Prinzessin Ingeborg Charlotte von Dänemark (1878–1958) | Prinz Carl von Schweden, Herzog von Västergötland (1861–1951) ⚭ 1897 Prinzessin Ingeborg Charlotte von Dänemark (1878–1958) | Prinz Carl von Schweden, Herzog von Västergötland (1861–1951) ⚭ 1897 Prinzessin Ingeborg Charlotte von Dänemark (1878–1958) |
| Eltern                                                                     | Leopold III., König der Belgier (1901–1983) ⚭ 1926 Prinzessin Astrid von Schweden (1905–1935)                                                                                               | Leopold III., König der Belgier (1901–1983) ⚭ 1926 Prinzessin Astrid von Schweden (1905–1935)                                                                                               | Leopold III., König der Belgier (1901–1983) ⚭ 1926 Prinzessin Astrid von Schweden (1905–1935) | Leopold III., König der Belgier (1901–1983) ⚭ 1926 Prinzessin Astrid von Schweden (1905–1935) | Leopold III., König der Belgier (1901–1983) ⚭ 1926 Prinzessin Astrid von Schweden (1905–1935)                               | Leopold III., König der Belgier (1901–1983) ⚭ 1926 Prinzessin Astrid von Schweden (1905–1935)                               | Leopold III., König der Belgier (1901–1983) ⚭ 1926 Prinzessin Astrid von Schweden (1905–1935)                               | Leopold III., König der Belgier (1901–1983) ⚭ 1926 Prinzessin Astrid von Schweden (1905–1935)                               |
| ⚭ 1959 Donna Paola Ruffo di Calabria (* 1937)                              | ⚭ 1959 Donna Paola Ruffo di Calabria (* 1937) | ⚭ 1959 Donna Paola Ruffo di Calabria (* 1937) | ⚭ 1959 Donna Paola Ruffo di Calabria (* 1937) | ⚭ 1959 Donna Paola Ruffo di Calabria (* 1937) | ⚭ 1959 Donna Paola Ruffo di Calabria (* 1937)                                                                               | ⚭ 1959 Donna Paola Ruffo di Calabria (* 1937)                                                                               | Baronin Sybille de Sélys Longchamps (* 1941)                                                                                | Baronin Sybille de Sélys Longchamps (* 1941)                                                                                |
| Kinder                                                                     | Philippe, König der Belgier (* 1960) ⚭ 1999 Gräfin Mathilde d’Udekem d’Acoz (* 1973) | Philippe, König der Belgier (* 1960) ⚭ 1999 Gräfin Mathilde d’Udekem d’Acoz (* 1973) | Prinzessin Astrid von Belgien (* 1962) ⚭ 1984 Lorenz Habsburg-Lothringen, Erzherzog von Österreich-Este (* 1955) | Prinzessin Astrid von Belgien (* 1962) ⚭ 1984 Lorenz Habsburg-Lothringen, Erzherzog von Österreich-Este (* 1955) | Prinz Laurent von Belgien (* 1963) ⚭ 2003 Claire Louise Coombs (* 1974)                                                     | Prinz Laurent von Belgien (* 1963) ⚭ 2003 Claire Louise Coombs (* 1974)                                                     | Prinzessin Delphine von Belgien (geb. Boël, * 1968) ⚭ 2003 James O’Hare                                                     | Prinzessin Delphine von Belgien (geb. Boël, * 1968) ⚭ 2003 James O’Hare                                                     |
| Enkel                                                                      | - Kronprinzessin Elisabeth von Belgien, Herzogin von Brabant (* 2001) - Prinz Gabriel von Belgien (* 2003) - Prinz Emmanuel von Belgien (* 2005) - Prinzessin Eléonore von Belgien (* 2008) | - Kronprinzessin Elisabeth von Belgien, Herzogin von Brabant (* 2001) - Prinz Gabriel von Belgien (* 2003) - Prinz Emmanuel von Belgien (* 2005) - Prinzessin Eléonore von Belgien (* 2008) | - Prinz Amedeo von Belgien (* 1986) - Prinzessin Maria Laura von Belgien (* 1988) - Prinz Joachim Carl von Belgien (* 1991) - Prinzessin Luisa Maria von Belgien (* 1995) - Prinzessin Laetitia Maria von Belgien (* 2003) | - Prinz Amedeo von Belgien (* 1986) - Prinzessin Maria Laura von Belgien (* 1988) - Prinz Joachim Carl von Belgien (* 1991) - Prinzessin Luisa Maria von Belgien (* 1995) - Prinzessin Laetitia Maria von Belgien (* 2003) | - Prinzessin Louise von Belgien (* 2004) - Prinz Nicolas von Belgien (* 2005) - Prinz Aymeric von Belgien (* 2005)          | - Prinzessin Louise von Belgien (* 2004) - Prinz Nicolas von Belgien (* 2005) - Prinz Aymeric von Belgien (* 2005)          | - Prinzessin Joséphine (geb. O’Hare, * 2003) - Prinz Oscar (geb. O’Hare, * 2008)                                            | - Prinzessin Joséphine (geb. O’Hare, * 2003) - Prinz Oscar (geb. O’Hare, * 2008)                                            |